# Sophie Swetchine

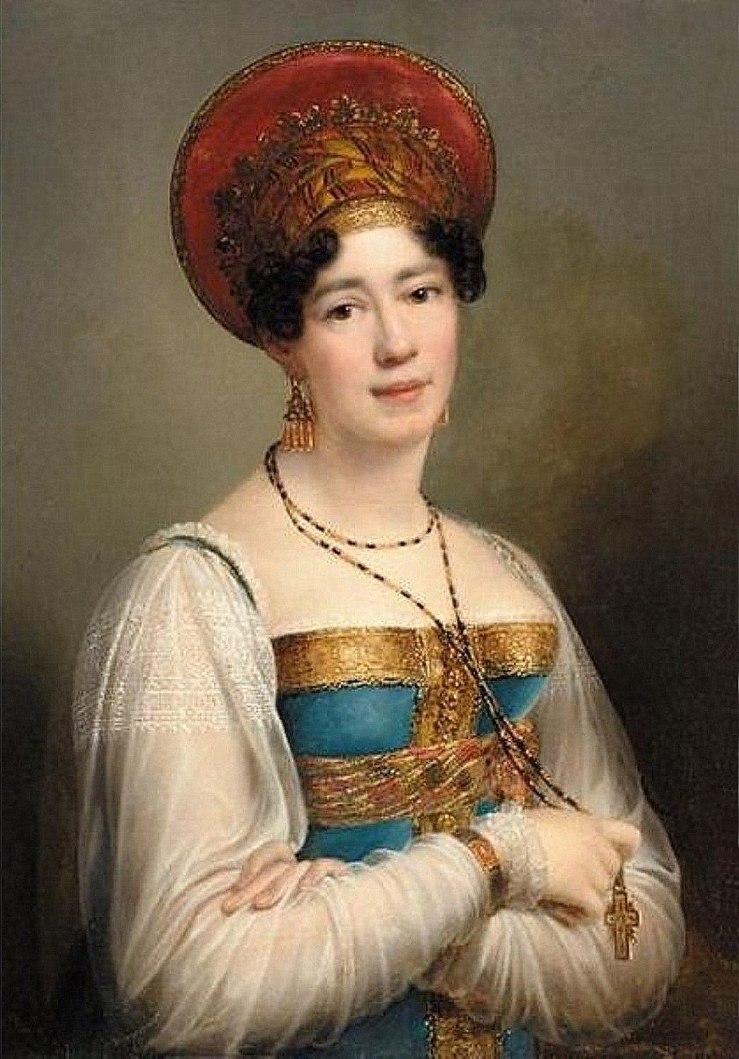
Sophie Swetchine porträtterad av François Joseph Kinson (1816).

Anne Sophie Swetchine, född Sofja Petrovna Sojmonova (ryska: Софья Петровна Соймонова) i Moskva 1782, död 1857, känd som Madame Swetchine, var en rysk mystiker, berömd för den litterära salong hon 1826-57 höll i Paris. 
Hon blev hovdam åt kejsarinnan Maria 1797; hon var intelligent, välbildad och viljestark och blev populär vid hovet. Hon gifte sig 1799 med general Nicolas Sergejevitj Swetchine. Maken kom dock i onåd hos tsar Paul och förvisad. Hon förblev barnlös, vilket har gissats vara orsaken till att hon blev religiös. Hon konverterade till katolicismen 1815 under inflytande av Joseph de Maistre och tvingades därför lämna Ryssland med maken. Hon bosatte sig i Paris 1816, där hon år 1826 öppnade en salong som blev en av tidens mest berömda, känd för sin intellektualism och hövlighet. Hennes brev och memoarer publicerades strax efter hennes död.   
Madame Swetchine är känd för sin kommentar: ”Så lätt det är att vara älskvärd mitt under lycka och framgång.”